# When You're Here
When You're Here é o álbum de estreia do premiado músico country Eric Silver. Destaque deste álbum, lançado em 2012, ficam por conta das participações de Di Ferrero (em "When You're Here") e Nathalia Siqueira, vencedora do reality show Country Show, em "O Que Tiver Que Ser Será". Segundo a Gazeta online, "misturando canções de autoria do próprio músico a parcerias e versões, “When You’re Here” consegue ser pop sem ser apelativo".
| “ | "Em “When You’re Here”, você ouvirá, basicamente, capítulos da minha vida, sons que marcaram minha trajetória e muitas partes da minha história transformadas em música." | ” |

O álbum recebeu uma avaliação de 3 estrelas em 5 pelo site Território da Música.

## Faixas
1. Days Go By
2. When You're Here (com o Di Ferrero)
3. Everything To Me
4. I Just Want To Be With You
5. Here Comes the Sun
6. Don't Take You Away
7. I Just Want Love
8. I'm Trying
9. Rock with You
10. Strong Enough
11. Over My Shoulder
12. After You're Gone
13. O Que Tiver Que Ser Será (com a Nathalia Siqueira)
14. Som De Gringo